# Kościół Matki Bożej Bolesnej w Mariańskim Porzeczu
Kościół Matki Bożej Bolesnej w Mariańskim Porzeczu – parafialny kościół rzymskokatolicki zlokalizowany w Mariańskim Porzeczu (powiat garwoliński, województwo mazowieckie).

## Historia
Barokowy obiekt wzniesiono w 1776 z fundacji Józefa Lasockiego dla przybyłych do wsi w 1699, z inicjatywy Stanisława Papczyńskiego, marianów. Powstał bliżej wsi Zalesie w stosunku do miejsca poprzedniej świątyni, która spłonęła 7 lat wcześniej. Parafię mariańską przy świątyni erygowano w 1801. W 1864 zakon musiał opuścić wieś, a świątynia przejęta została przez kler diecezjalny. Marianie powrócili do Porzecza w 1966. W 1968 biskup siedlecki Ignacy Świrski uznał świątynię za diecezjalne sanktuarium Matki Boskiej Bolesnej. 

## Architektura
Trójnawowy, bazylikowy kościół wzniesiono na planie krzyża łacińskiego. Ma dwie czworoboczne wieże od zachodu. Ściany zewnętrzne są oszalowane pionowymi deskami.

## Wyposażenie
Wnętrze pokryte jest malowidłami temperowymi z końca XVIII wieku. Zaprojektował je marianin, ojciec Jan Niezabitowski. Polichromia iluzjonistyczna jest jednolita stylistycznie i ikonograficznie – przedstawia murowane elementy architektoniczne. 
Najcenniejsze obiekty wyposażenia to: 
- łaskami słynący obraz Matki Boskiej Bolesnej przywieziony przez Stanisława Papczyńskiego do Goźlina z rodzinnego domu w Podegrodziu w 1699 (reprezentuje typ Hodegetria, czyli Wskazująca drogę lub Przewodniczka); na obrzeżach przedstawienia ukazano aniołów z narzędziami męki Chrystusa (gwoździe i korona cierniowa); obok umieszczony jest napis: Dokąd odszedł, o najpiękniejsza, Kochanek Twój,
- obraz Matki Bożej Niepokalanie Poczętej w ołtarzu głównym,
- malowidło przedstawiające Trójcę Świętą na stropie prezbiterium,
- Gwiazda Mariańska na skrzyżowaniu nawy głównej i transeptu,
- XVIII-wieczne: ambona, chrzcielnica, krzyże ołtarzowe, stacje drogi krzyżowej, organy i rzeźba Matki Bożej Niepokalanej[2].

## Otoczenie
Kościół otoczony jest starymi kasztanowcami, lipami i akacjami. Przy płocie kościelnym stoi kilka głazów upamiętniających:
- prof. Aleksandra Jabłonowskiego, historyka, badacza Rusi, urodzonego w Goźlinie (z 2016),
- żołnierzy Batalionów Chłopskich i działaczy ruchu ludowego (z 2014),
- ocalenie świątyni od pożaru i powrót marianów w 1966 (z 2016),
- twórców niepodległości Polski (z 2018),
- 350. rocznicę utworzenia zgromadzenia mariańskiego i 100. rocznicę Bitwy Warszawskiej (z 2018),
- ofiary pandemii koronawirusa (z 2021)[3].

## Galeria

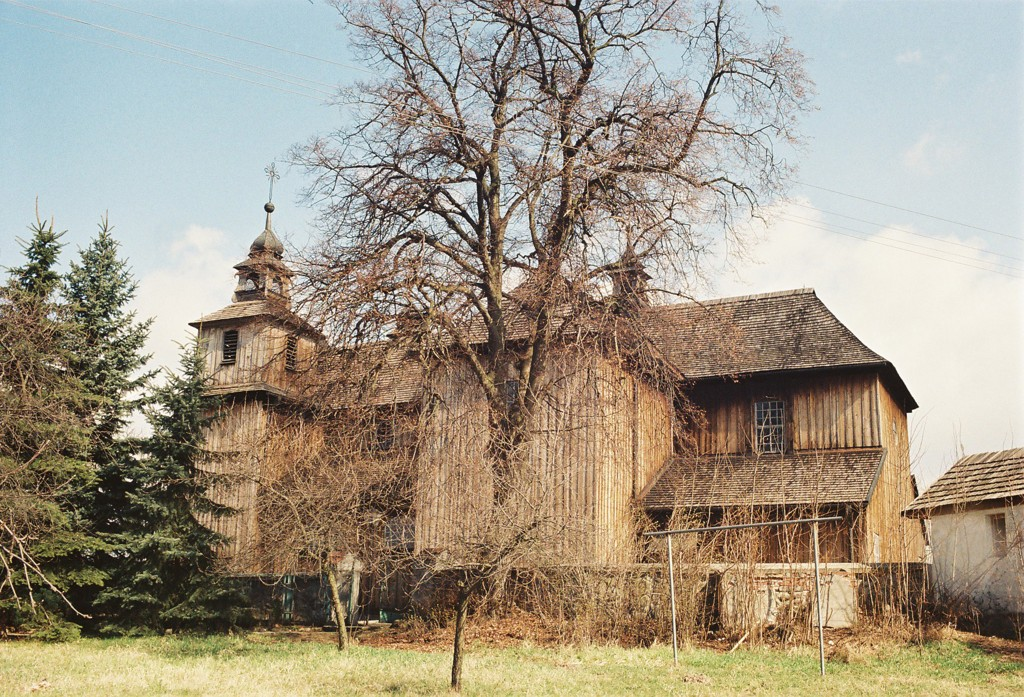
Elewacja boczna
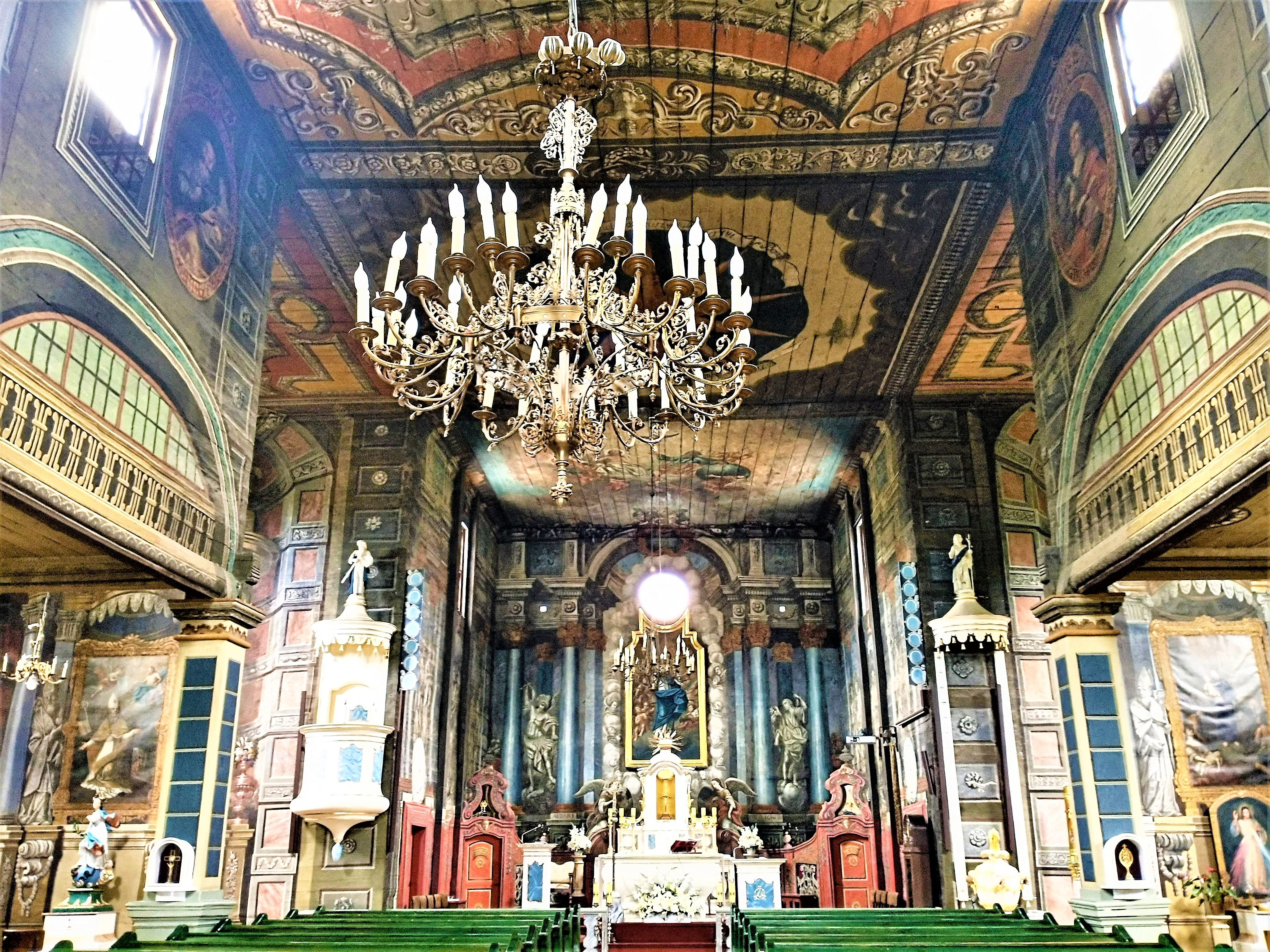
Wnętrze
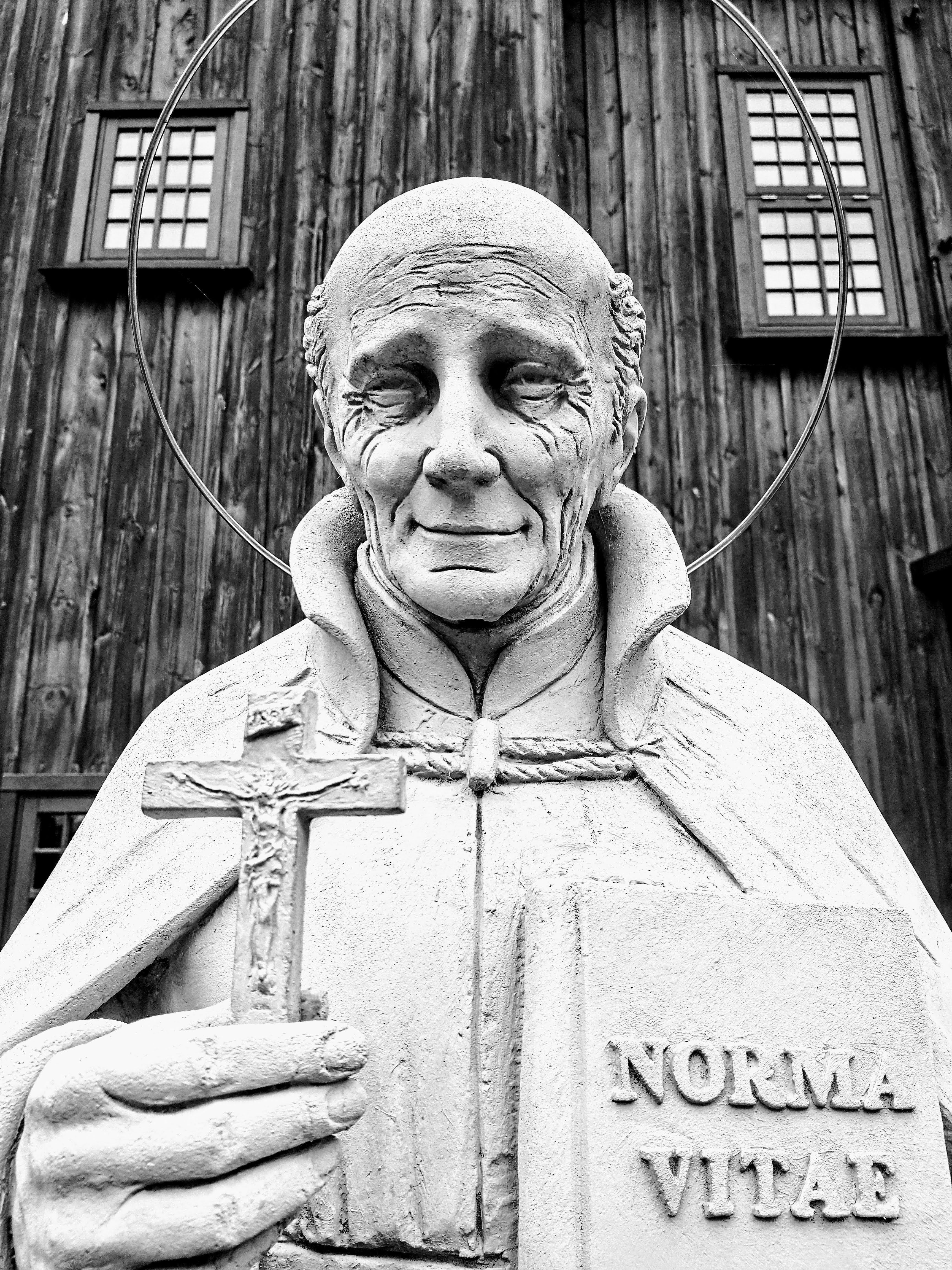
Pomnik Stanisława Papczyńskiego